# Discografie van Mal Waldron
Mal Waldron was een jazzpianist en -componist. Hij nam in de periode 1952-2002 meer dan honderd albums onder eigen naam op en speelde als 'sideman' mee op meer dan tachtig platen. Deze discografie vermeldt ook de filmsoundtracks waarvoor hij heeft geschreven.

## Discografie
Een asterisk (*) geeft het jaar van verschijnen aan.

### Als leider/co-leider
| Jaar opname | Titel                                     | Label             | Personeel/Noten |
| ----------- | ----------------------------------------- | ----------------- | --- |
| 1956        | Mal-1                                     | Prestige          | Met Idrees Sulieman (trompet), Gigi Gryce (altsaxofoon), Julian Euell (contrabas), Arthur Edgehill (drums) |
| 1957        | Mal/2                                     | Prestige          | Met Bill Hardman en Idrees Sulieman (trompet; apart), Jackie McLean en Sahib Shihab (altsaxofoon; apart), John Coltrane (tenorsaxofoon), Julian Euell (contrabas), Art Taylor en Ed Thigpen (drums; apart)                     |
| 1957        | The Dealers                               | Status            | Met Bill Hardman (trompet), John Coltrane en Paul Quinichette (tenorsaxofoon), Frank Wess (tenorsaxofoon, fluit), Jackie McLean (altsaxofoon), Julian Euell en Doug Watkins (contrabas; apart), Art Taylor (drums)             |
| 1958        | Mal/3: Sounds                             | New Jazz          | Met Art Farmer (trompet), Eric Dixon (fluit), Calo Scott (cello), Julian Euell (contrabas), Elvin Jones (drums), Elaine Waldron (zang op twee nummers)                                                                         |
| 1958        | Just Wailin'                              | New Jazz          | Met Herbie Mann, Charlie Rouse en Kenny Burrell |
| 1958        | Mal/4: Trio                               | New Jazz          | Met Addison Farmer (contrabas), Kenny Dennis (drums) |
| 1959        | Left Alone                                | Bethlehem         | Met Jackie McLean (altsaxofoon op één nummer), Julian Euell (contrabas), Al Dreares (drums); Waldron praat over Billie Holiday op een track                                                                                    |
| 1959        | Impressions                               | New Jazz          | Met Addison Farmer (contrabas), Albert Heath (drums) |
| 1959        | The Blues Minus You                       | Music Minus One   | Met Wendell Marshall (contrabas), Charles Perry (drums) |
| 1960        | Moonglow and Stardust                     | Music Minus One   | Met Wendell Marshall (contrabas), Charles Perry (drums) |
| 1960        | The Music Of Duke Ellington               | Music Minus One   | Met Wendell Marshall en Addison Farmer (contrabas; apart), Charles Perry en Ed Shaughnessy (drums; apart) |
| 1960        | The Music Of Jimmy McHugh                 | Music Minus One   | Met George Duvivier (contrabas), Ed Shaughnessy (drums) |
| 1960        | Mal Waldron                               | Music Minus One   | Onbekend (contrabas), onbekend (drums) |
| 1960        | For Singers 'n Swingers                   | Music Minus One   | Met George Duvivier (contrabas), Ed Shaughnessy (drums) |
| 1961        | The Quest                                 | New Jazz          | Met Eric Dolphy (altsaxofoon, basklarinet), Booker Ervin (tenorsaxofoon), Ron Carter (cello), Joe Benjamin (contrabas) Charlie Persip (drums)                                                                                  |
| 1961        | Fun with Brushes                          | Music Minus One   | Met Addison Farmer (contrabas), Charles Perry (drums) |
| 1961        | Blue Drums                                | Music Minus One   | Met Wendell Marshall (contrabas), Charles Perry (drums) |
| 1963*       | Les Nuits de la Negritude                 | Powertree         | Met George Tucker (contrabas), Al Dreares (drums) |
| 1966        | All Alone                                 | GTA               | Solo-piano |
| 1966        | Mal Waldron Trio                          | Karim             | Met Giovanni Tommaso (contrabas), Pepito Pignatelli (drums) |
| 1967        | Sweet Love, Bitter                        | Impulse!          | Met Dave Burnes (trompet), George Coleman (tenorsaxofoon, altsaxofoon), Charles Davis (baritonsaxofoon), Richard Davis en George Duvivier (contrabas; apart), Al Dreares (drums); soundtrack-album                             |
| 1969        | Ursula                                    | Musica            | Met Patrice Caratini (contrabas), Franco Manzecchi (drums) |
| 1969        | Set Me Free                               | Affinity          | Met Barre Phillips (contrabas), Philly Joe Jones (drums) |
| 1969        | Free at Last                              | ECM               | Met Isla Eckinger (contrabas), Clarence Beckton (drums) |
| 1970        | Tokyo Bound                               | RCA Victor        | Met Yasuo Arakawa (contrabas), Takeshi Inomata (drums) |
| 1970        | Tokyo Reverie                             | RCA Victor        | Solo-piano |
| 1970        | Blood and Guts                            | Futura            | Met Patrice Caratini (contrabas), Guy Hayat (drums) |
| 1970        | Spanish Bitch                             | ECM               | Met Isla Eckinger (contrabas), Fred Brasful (drums) |
| 1970        | The Opening                               | Futura            | Solo-piano |
| 1971        | The Call                                  | JAPO              | Met Jimmy Jackson (orgel), Eberhard Weber (elektrische bas), Fred Braceful (drums, percussie) |
| 1971        | Mal: Live 4 to 1                          | Philips           | Solo-piano op 5 nummers; duo met Masabumi Kikuchi (piano) op 2 tracks; trio met Isao Suzuki (contrabas), Yoshiyuki Nakamura (drums) op 2 tracks; kwartet met Kohsuke Mine (altsaxofoon), Suzuki, Nakamura op 2 nummers; 'live' |
| 1971        | First Encounter                           | RCA Victor        | Met Gary Peacock (contrabas; co-leider), Hiroshi Murakami (drums) |
| 1971        | Number Nineteen                           | Freedom           | Met Dick Van Der Capellen (contrabas), Martin Van Duynhoven (drums) |
| 1971        | Black Glory                               | Enja              | Met Jimmy Woode (contrabas), Pierre Favre (drums) |
| 1971        | Mal Waldron Plays the Blues               | Enja              | Met Jimmy Woode (contrabas), Pierre Favre (drums) |
| 1971        | Signals                                   | Freedom           | Solo-piano |
| 1971        | Journey Without End                       | RCA Victor        | Met Steve Lacy (sopraansaxofoon; co-leider), Kent Carter (contrabas), Noel McGhie (drums) |
| 1972        | Blues for Lady Day                        | Black Lion        | Solo-piano |
| 1972        | A Little Bit of Miles                     | Freedom           | Met Henk Haverhoek (contrabas), Pierre Courbois (drums) |
| 1972        | Jazz a Confronto 19                       | Horo              | Solo-piano |
| 1972        | A Touch of the Blues                      | Enja              | Met Jimmy Woode (contrabas), Allen Blairman (drums) |
| 1972        | Mal Waldron on Steinway                   | Teichiku          | Solo-piano |
| 1972        | Mal Waldron with the Steve Lacy Quintet   | America (France)  | Met Steve Lacy (sopraansaxofoon), Steve Potts (altsaxofoon), Irene Aebi (cello), Kent Carter (contrabas), Noel McGhie (drums, percussie)                                                                                       |
| 1972        | The Whirling Dervish                      | America (France)  | Met Peter Warren (contrabas), Noel McGhie (drums) |
| 1972        | Meditations                               | RCA Victor        | Solo-piano |
| 1973        | Up Popped the Devil                       | Enja              | Met Carla Poole (fluit op één track), Reggie Workman (contrabas), Billy Higgins (drums) |
| 1974        | Hard Talk                                 | Enja              | Met Manfred Schoof (kornet), Steve Lacy (sopraansaxofoon), Isla Eckinger (contrabas), Allen Blairman (drums); 'live' |
| 1976        | Like Old Time                             | RCA Victor        | Met Jackie McLean (altsaxofoon; co-leider), Isao Suzuki (contrabas), Billy Higgins (drums) |
| 1977        | One-Upmanship                             | Enja              | Met Manfred Schoof (trompet), Steve Lacy (sopraansaxofoon), Jimmy Woode (contrabas), Makaya Ntshoko (drums) |
| 1978        | Moods                                     | Enja              | Met Terumasa Hino (trompet), Hermann Breuer (trombone), Steve Lacy (sopraansaxofoon), Cameron Brown (contrabas), Makaya Ntshoko (drums) op 3 tracks; solo piano op 7 tracks                                                    |
| 1979        | Mingus Lives                              | Enja              | Solo-piano |
| 1981        | Mal 81                                    | Progressive       | Met George Mraz (contrabas), Al Foster (drums) |
| 1981        | News: Run About Mal                       | Progressive       | Met George Mraz (contrabas), Al Foster (drums) |
| 1981        | Snake Out                                 | Hathut            | Met Steve Lacy (sopraansaxofoon; co-leider) |
| 1981        | Herbe de l'oubli                          | Hathut            | Met Steve Lacy (sopraansaxofoon; co-leider) |
| 1981        | Let's Call This                           | Hathut            | Met Steve Lacy (sopraansaxofoon; co-leider) |
| 1981        | Live at Dreher, Paris 1981                | Hathut            | Met Steve Lacy (sopraansaxofoon; co-leider); (de albums Snake Out, Herbe de l'oubli en Let's Call This, met extra tracks |
| 1981        | What It Is                                | Enja              | Met Clifford Jordan (tenorsaxofoon), Cecil McBee (contrabas), Dannie Richmond (drums) |
| 1982        | One Entrance, Many Exits                  | Palo Alto         | Met Joe Henderson (tenorsaxofoon), David Friesen (contrabas), Billy Higgins (drums) |
| 1982        | In Retrospect                             | Baybridge         | Met Akira Miyazawa (tenorsaxofoon, fluit), Isao Suzuki (contrabas), Hironobu Fujisawa (drums) |
| 1983        | Breaking New Ground                       | Baybridge         | Met Reggie Workman (contrabas), Ed Blackwell (drums) |
| 1983        | Mal Waldron Plays Eric Satie              | Baybridge         | Met Reggie Workman (contrabas), Ed Blackwell (drums) |
| 1983        | You and the Night and the Music           | Paddle Wheel      | Met Reggie Workman (contrabas), Ed Blackwell (drums) |
| 1984        | Encounters                                | Muse              | Met David Friesen (contrabas; co-leider) |
| 1985        | Mal Waldron and Alone                     | CBS/Sony          | Solo-piano |
| 1985        | Songs of Love and Regret                  | Freelance Records | Met Marion Brown (altsaxofoon; co-leider) |
| 1985        | Dedication                                | Soul Note         | Met David Friesen (contrabas; co-leider) |
| 1985        | Piano Duo Live at Pit Inn                 | CBS/Sony          | Duo, met Yōsuke Yamashita (piano) |
| 1986        | Space                                     | Vent du Sud       | Met Michel Marre (trompet, bugel), Doudou Gouirand (altsaxofoon, sopraansaxofoon), Joel Allouche (tabla; één track) |
| 1986        | Sempre Amore                              | Soul Note         | Met Steve Lacy (sopraansaxofoon; co-leider) |
| 1986        | Update                                    | Soul Note         | Solo-piano |
| 1986        | Left Alone '86                            | Paddle Wheel      | Met Jackie McLean (altsaxofoon; co-leider), Herbie Lewis (contrabas), Eddie Moore (drums) |
| 1986        | The Git Go - Live at the Village Vanguard | Soul Note         | Met Woody Shaw (trompet), Charlie Rouse (tenorsaxofoon, fluit), Reggie Workman (contrabas), Ed Blackwell (drums) |
| 1986        | The Seagulls of Kristiansund              | Soul Note         | Personeel: zie The Git Go - Live at the Village Vanguard |
| 1987        | Both Sides Now                            | Century           | Solo-piano |
| 1987        | Our Colline's a Treasure                  | Soul Note         | Met Leonard Jones (contrabas), Sangoma Everett (drums) |
| 1987        | Remembering the Moment                    | Soul Note         | Met Julian Priester (trombone), Jim Pepper (tenorsaxofoon), David Friesen (contrabas), Eddie Moore (drums) |
| 1987        | The Super Quartet Live at Sweet Basil     | Paddle Wheel      | Met Steve Lacy (sopraansaxofoon), Reggie Workman (contrabas), Eddie Moore (drums) |
| 1987        | Mal, Dance and Soul                       | Enja              | Met Ed Schuller (contrabas), John Betsch (drums), Jim Pepper (tenorsaxofoon; vier tracks) |
| 1988        | Evidence                                  | Dark Light        | Solo-piano |
| 1988        | Art of the Duo                            | Tutu              | Met Jim Pepper (tenorsaxofoon, sopraansaxofoon) |
| 1988        | No More Tears (For Lady Day)              | Timeless          | Met Paulo Cardoso (contrabas), John Betsch (drums) |
| 1989        | Into the Light                            | Materiali Sonori  | Met Christian Burchard (vibrafoon), Michael Schone (contrabas), Dieter Serfas (percussie); ook bekend als Duo, Solo, Quartet                                                                                                   |
| 1989        | Crowd Scene                               | Soul Note         | Met Sonny Fortune (altsaxofoon), Ricky Ford (tenorsaxofoon), Reggie Workman (contrabas), Eddie Moore (drums) |
| 1989        | Where Are You?                            | Soul Note         | Personeel: zie Crowd Scene |
| 1989        | Quadrologue at Utopia                     | Tutu              | Met Jim Pepper (tenorsaxofoon, sopraansaxofoon), Ed Schuller (contrabas), John Betsch (drums) |
| 1989        | More Git' Go at Utopia                    | Tutu              | Met Jim Pepper (tenorsaxofoon, sopraansaxofoon), Ed Schuller (contrabas), John Betsch (drums) |
| 1990        | Spring in Prague                          | Alfa Jazz         | Met Paulo Cardoso (contrabas), John Betsch (drums) |
| 1990        | Hot House                                 | Arista/Novus      | Met Steve Lacy (sopraansaxofoon; co-leider) |
| 1992        | I Remember Thelonious                     | Nel Jazz          | Met Steve Lacy (sopraansaxofoon; co-leider) |
| 1993        | My Dear Family                            | Evidence          | Met Eddie Henderson (trompet, bugel), Grover Washington Jr. (sopraansaxofoon; 3 tracks), Reggie Workman (contrabas), Pheeroan Ak Laff (drums)                                                                                  |
| 1993        | Let's Call This... Esteem                 | Slam              | Met Steve Lacy (sopraansaxofoon; co-leider); 'live' |
| 1994        | Waldron-Haslam                            | Slam              | Met George Haslam (baritonsaxofoon; co-leider) |
| 1994        | After Hours                               | Owl               | Met Jeanne Lee (zang; co-leider) |
| 1994        | Mingus, Monk, and Mal                     | Freelance         | Met Judy Niemack (zang; co-leider) |
| 1994        | Communiqué                                | Soul Note         | Met Steve Lacy (sopraansaxofoon; co-leider) |
| 1994        | Mal, Verve, Black & Blue                  | Tutu              | Met Nicolas Simion (tenorsaxofoon), Ed Schuller (contrabas), Victor Jones (drums) |
| 1995        | Explorations... to the Mth Degree         | Slam              | Met Max Roach (drums, co-leider); 'live' |
| 1995        | Two New                                   | Slam              | Met George Haslam (baritonsaxofoon; co-leider) |
| 1995        | Maturity 4: White Road, Black Rain        | Tokuma            | Met Toru Tenda (fluit), Jeanne Lee (zang) |
| 1995        | Maturity 3: Dual                          | Tokuma            | Met Takeo Moriyama (drums) |
| 1995        | Maturity 2: He's My Father                | Tokuma            | Met Mala Waldron (piano, zang) |
| 1995        | Travellin' in Soul Time                   | Bvhaast           | Met Jeanne Lee (zang), Toru Tenda (fluit); 'live' |
| 1995        | Art of the Duo: The Big Rochade           | Tutu              | Met Nicolas Simion (sopraansaxofoon, tenorsaxofoon, basklarinet) |
| 1995–1999   | Mal Waldron                               | Tokuma            | Solo-piano |
| 1996        | Maturity 5: The Elusiveness of Mt. Fuji   | Tokuma            | Solo-piano |
| 1997        | Soul Eyes                                 | BMG               | Met Jeanne Lee en Abbey Lincoln (zang) |
| 1998        | Maturity 1: Klassics                      | Tokuma            | Met Yoshihiko Katori (vibrafoon), Kengo Nakamura (contrabas) op enkele tracks |
| 2000        | Riding a Zephyr                           | Soul Note         | Met Judi Silvano (zang) |
| 2001        | Silence                                   | Justin Time       | Met David Murray (tenorsaxofoon, basklarinet) |
| 2002        | One More Time                             | Sketch            | Met Steve Lacy (sopraansaxofoon), Jean-Jacques Avenel (contrabas) |
| 2002        | Left Alone Revisited                      | Enja              | Met Archie Shepp (tenorsaxofoon, zang) |

### Albums als 'sideman'
| Jaar opname | Leider                            | Titel                                         | Label                 |
| ----------- | --------------------------------- | --------------------------------------------- | --------------------- |
| 1956        | Gene Ammons                       | Jammin' with Gene                             | Prestige              |
| 1957        | Gene Ammons                       | Funky                                         | Prestige              |
| 1957        | Gene Ammons                       | Jammin' in Hi Fi with Gene Ammons             | Prestige              |
| 1958        | Gene Ammons                       | The Big Sound                                 | Prestige              |
| 1958        | Gene Ammons                       | Groove Blues                                  | Prestige              |
| 1958        | Gene Ammons                       | Blue Gene                                     | Prestige              |
| 1962        | Gene Ammons                       | Velvet Soul                                   | Prestige              |
| 1962        | Gene Ammons                       | Angel Eyes                                    | Prestige              |
| 1962        | Gene Ammons                       | Sock!                                         | Prestige              |
| 1968        | Benny Bailey                      | Soul Eyes                                     | MPS                   |
| 1958        | Betty Blake                       | Betty Blake Sings in a Tender Mood            | Bethlehem             |
| 1956        | Kenny Burrell                     | All Night Long                                | Prestige              |
| 1957        | Kenny Burrell                     | Earthy                                        | Prestige              |
| 1957        | Kenny Burrell en Jimmy Raney)     | 2 Guitars                                     | Prestige              |
| 1980        | Roy Burowes                       | Live at the Dreher                            | Marge                 |
| 1961        | Ron Carter                        | Where?                                        | Prestige              |
| 1956        | Teddy Charles                     | The Teddy Charles Tentet                      | Atlantic              |
| 1957        | Teddy Charles                     | Vibe-Rant                                     | Elektra               |
| 1960        | Teddy Charles                     | Jazz in the Garden                            | Warwick               |
| 1957        | John Coltrane                     | Dakar                                         | Prestige              |
| 1957        | John Coltrane en Paul Quinichette | Cattin' with Coltrane and Quinichette         | Prestige              |
| 1957        | John Coltrane                     | Coltrane                                      | Prestige              |
| 1969        | Nathan Davis                      | Jazz Concert in a Benedictine Monastery       | Edici                 |
| 1961        | Eric Dolphy                       | At the Five Spot, Volume 1                    | Prestige              |
| 1961        | Eric Dolphy                       | At the Five Spot, Volume 2                    | Prestige              |
| 1961        | Eric Dolphy                       | Memorial Album                                | Prestige              |
| 1957        | Ray Draper                        | Tuba Sounds                                   | Prestige              |
| 1981        | Johnny Dyani                      | Some Jive Ass Boer                            | Jazz Unité            |
| 1967        | Embryo                            | For Eva                                       | Disconforme           |
| 1970        | Embryo                            | Steig aus                                     | Brain                 |
| 1971        | Embryo                            | Rocksession                                   | Brain                 |
| 1989        | Embryo                            | Turn Peace                                    | Schneeball            |
| 2010*       | Embryo                            | 40                                            | Trikont               |
| 1966        | Duško Gojković                    | Swinging Macedonia                            | Philips               |
| 1960        | Bennie Green                      | Hornful of Soul                               | Bethlehem             |
| 1971        | Sonny Grey                        | Skippin'                                      | Numera                |
| 1972        | Terumasa Hino                     | Reminiscent Suite                             | Victor (Japan)        |
| 1957        | Billie Holiday                    | Ella Fitzgerald and Billie Holiday at Newport | Verve                 |
| 1958        | Billie Holiday                    | Lady in Satin                                 | Columbia              |
| 1958        | Billie Holiday                    | Easy to Remember                              | Society               |
| 1958        | Billie Holiday                    | Billie Holiday at Monterey 1958               | Black Hawk            |
| 1961        | Etta Jones                        | So Warm                                       | Prestige              |
| 1957        | Thad Jones                        | After Hours                                   | Prestige              |
| 1971        | Kimiko Kasai                      | One for Lady                                  | JVC/Victor (Japan)    |
| 1958        | Steve Lacy                        | Reflections                                   | New Jazz              |
| 1961        | John LaPortata                    | Eight Men in Search of a Drummer              | Music Minus One       |
| 1961        | Abbey Lincoln                     | Straight Ahead                                | Candid                |
| 1955        | Teo Macero                        | What's New?                                   | Columbia              |
| 1957        | Teo Macero                        | Teo                                           | Prestige              |
| 1959        | Teo Macero                        | Something New, Something Blue                 | Columbia              |
| 1958        | Mary Ann McCall                   | Detour to the Moon                            | Jubilee               |
| 1955        | Jackie McLean                     | Presenting...                                 | Ad Lib                |
| 1956        | Jackie McLean                     | 4, 5 and 6                                    | Prestige              |
| 1956        | Jackie McLean                     | Jackie's Pal                                  | Prestige              |
| 1957        | Jackie McLean                     | Jackie McLean & Co.                           | Prestige              |
| 1957        | Jackie McLean                     | Makin' the Changes                            | Prestige              |
| 1957        | Jackie McLean                     | A Long Drink of the Blues                     | Prestige              |
| 1957        | Jackie McLean                     | Strange Blues                                 | Prestige              |
| 1957        | Jackie McLean                     | McLean's Scene                                | Prestige              |
| 1954        | Charles Mingus                    | Jazz Composers Workshop                       | Savoy                 |
| 1955        | Charles Mingus                    | Mingus at the Bohemia                         | Debut                 |
| 1955        | Charles Mingus                    | The Charles Mingus Quintet & Max Roach        | Debut                 |
| 1956        | Charles Mingus                    | Pithecanthropus Erectus                       | Atlantic              |
| 1959        | Mingus, Charles                   | Blues & Roots                                 | Atlantic              |
| 1957        | The Prestige All Stars            | Baritones and French Horns                    | Prestige              |
| 1957        | The Prestige All Stars            | Earthy                                        | Prestige              |
| 1957        | The Prestige All Stars            | Four Altos                                    | Prestige              |
| 1957        | The Prestige All Stars            | Olio                                          | Prestige              |
| 1957        | The Prestige All Stars            | Interplay for 2 Trumpets and 2 Tenors         | Prestige              |
| 1957        | The Prestige All Stars            | Coolin'                                       | New Jazz              |
| 1957        | The Prestige All Stars            | After Hours                                   | Prestige              |
| 1957        | The Prestige All Stars            | The Prestige Jazz Quartet                     | Prestige              |
| 1957        | The Prestige All Stars            | Wheelin' & Dealin'                            | Prestige              |
| 1957        | Paul Quinichette                  | On the Sunny Side                             | Prestige              |
| 1961        | Max Roach                         | Percussion Bitter Sweet                       | Impulse!              |
| 1962        | Max Roach                         | It's Time                                     | Impulse!              |
| 1962        | Max Roach                         | Speak, Brother, Speak!                        | Impulse!              |
| 1982        | Kazutoki Umezu                    | Another Step                                  | Union Jazz            |
| 1957        | Diverse musici                    | The Sound of Jazz                             | Columbia              |
| 1966        | Diverse musici                    | Jazz Jamboree '66, Volume 1                   | Polskie Nagrania Muza |
| 1979        | Diverse musici                    | Jazzbühne Berlin 1979                         | Amiga                 |
| 1979        | Diverse musici                    | Jazz Na Koncertnom Podiju Vol. 4              | Jugoton               |
| 1978        | Klaus Weiss                       | Child's Prayer                                | EMI/Electrola         |
| 1979        | Klaus Weiss                       | On Tour                                       | Calig                 |
| 1957        | Phil Woods                        | Four Altos                                    | Prestige              |
| 1983        | Sumiko Yoseyama                   | With Mal                                      | Continental           |
| 1961        | Eldee Young                       | Eldee Young and Company                       | Argo                  |
| 1957        | Webster Young                     | For Lady                                      | Prestige              |
| 1960        | Earl Zindars (en Armando Peraza)  | The Soul of Jazz Percussion                   | Warwick               |

### Singles als 'sideman'
| Jaar opname | Leider          | Titel                                                    | Label |
| ----------- | --------------- | -------------------------------------------------------- | ----- |
| 1952        | Ike Quebec      | Whispering Winds / Kiss Of Fire                          | Hi-Lo |
| 1952        | Emmett Davis    | Rippin' And Runnin' / Look What'cha Done                 | Hi-Lo |
| 1953        | The Wanderers   | Heh Mae Ethel / We Could Find Happiness                  | Savoy |
| 1953        | Varetta Dillard | I Ain't Gonna Tell / (That's The Way) My Mind Is Working | Savoy |

### Soundtracks (als componist)
| Jaar opname | Leider          | Titel                    | Label    |
| ----------- | --------------- | ------------------------ | -------- |
| 1964        | Dizzy Gillespie | The Cool World           | Philips  |
| 1965*       |                 | Three Rooms in Manhattan |          |
| 1967        | Mal Waldron     | Sweet Love, Bitter       | Impulse! |
| 1972*       |                 | George Who?              |          |
| 1986*       |                 | Tokyo Blues              |          |